# Dag & Nacht (televisieserie)
Dag en Nacht is een Nederlandse dramaserie van de AVROTROS. In de serie volg je Ella die leiding geeft aan een team van verloskundigen in een ziekenhuis. Een tweede seizoen werd uitgezonden vanaf 7 mei 2025.

## Rolverdeling
- Kim van Kooten - Ella
- Benja Bruijning - Jerry
- Gijs Naber - Michael
- Raymonde de Kuyper - Vivi
- Bianca Krijgsman - Trui
- Maartje Remmers - Louise
- Sadettin Kirmiziyüz - Milad
- Daniël Cornelissen - Willem
- Frieda Barnhard - Tina
- Koen de Bouw - Jacob
- Jesse Mensah - Frederik
- Esther Scheldwacht - Maria
- Jennifer Hoffman - Linda (vanaf seizoen 2)
- Nadia Amin - Naïma (vanaf seizoen 2)
- Guy Clemens - Lasse (vanaf seizoen 2)
- Isabella Kafando - Patience (vanaf seizoen 2)
- Roy Kazena - Max (vanaf seizoen 2)
- Marius Mensink - Douwe (vanaf seizoen 2)
- Jacqueline Blom - Agaath (vanaf seizoen 2)
- Ella Leyers - Amanda (vanaf seizoen 2)
- Bas Hoeflaak -  Danny (vanaf seizoen 2)

## Afleveringen
| 1. Augustus 2. September 3. Oktober 4. November 5. December 6. Januari 7. Dag 8. Nacht 1. Vinnie 2. Jamie 3. Sam 4. Tahar 5. Bo 6. Gabi 7. Nina 8. Linda |

## Trivia
- Het ziekenhuis van twee verdiepingen is nagebouwd in een studio nabij Brussel.[2]
- De meeste baby’s in de serie zijn jonger dan tien dagen oud, omdat ze na tien dagen niet meer geloofwaardig zouden zijn als pasgeborenen.